# Steen Träger
Steen Wibe Träger (født 27. januar 1978)er en tidligere dansk professionel fodboldspiller. 
Han har bl.a. spillet for AB og Herfølge Boldklub. Han optrådte primært som forsvarsspiller, men i Herfølge var han også spillende assistenttræner for Auri Skarbalius. 
Steen Wibe Träger er født og opvokset i Kalundborg og spillede i den lokale klub, KGB, hele sin ungdom. Han opnåede her at blive udtaget til Sjællands unionshold fra u15-u17. Allerede som ungdomsspiller debuterede Steen Träger på Kalundborgs førstesenior og her spillede han 3-4 sæsoner inden han blev hentet til den storsatsende københavnerklub AB. Her blev han udtaget første gang i forbindelse med et Europa Cup opgør i Prag, det blev dog først til debut weekenden efter hjemme på Gladsaxe Stadion mod OB. hvor akademikerne hentede en 2-0 sejr, og hvor Steen Träger dagen efter var på rundens hold i flere aviser. 
Herefter spillede Steen Träger fast højre back for et meget stærkt AB indtil en skade satte bremsen i for den unge forsvarsspiller. 
Steen Träger spillede for akademikerne i 6 år, 3 sæsoner i Superligaen og 3 år i første division. 
Efter opholdet i AB skiftede Steen Träger i sommeren 2006 til Herfølge Boldklub, hvor han straks blev gjort til anfører, da klubbens målmandslegende Morten Cramer skiftede til Brøndby IF. Året efter blev Auri Skarbalius ansat som cheftræner og han fik følgeskab af Steen Träger på trænerbænken. 
Med de to ved roret, endte Herfølge på en 4. plads i sæsonen 2007/08 og vandt året efter 1. division og sikrede sig dermed oprykning til Superligaen. 
Efter sin aktive karriere har Steen Träger optrådt for det danske oldboys-landshold i en kamp mod Spanien.
Steen Wibe Träger arbejder nu som lærer på Sportsefterskolen Sjælsølund.